# Microrregión de Itaituba
La microrregión de Itaituba es una de las microrregiones del estado brasileño del Pará perteneciente a la mesorregión Sudoeste Paraense. Su población fue estimada en 2009 por el IBGE en 272.781 habitantes y está dividida en seis municipios. Posee un área total de 189.592,952 km².

## Municipios
- Aveiro
- Itaituba
- Jacareacanga
- Novo Progresso
- Rurópolis
- Trairão